# توکا، بورکینافاسو

توکا شهری در شهرستان کونگوسی در استان بام در بورکینافاسوی شمالی است و جمعیت آن ۷۸۹ نفر است.